# U Be Dead
Pour plus de détails, voir Fiche technique et Distribution.
U Be Dead (Harcèlements), est un téléfilm britannique diffusé fin 2009 au Royaume-Uni. Il a été diffusé en France le 2 juillet 2010, sur Arte HD. 

## Synopsis
Un psychiatre et sa future épouse sont harcelés par une femme qui prétend être amoureuse du psychiatre. Cette femme envoie à ce couple des SMS vulgaires et des menaces de mort. Debra Pemberton (la fiancée) reçoit le message suivant : « Tu es morte si tu ne te sépare pas de Dr. Jan Falkowski ». Le couple décide d'aller en parler à la police. La police enquête et finit par trouver la coupable dans une cabine téléphonique au bord de mer. Elle s'appelle Maria Marchese et il se trouve qu'elle a un ami, dont Jan Falkowski est le médecin. Maria est finalement innocentée, mais le couple se sépare tout de même, car Jan a une maitresse « Bethan Ancell », qu'il a fréquenté durant cette affaire. Il préférait aller voir cette femme (qui est beaucoup plus jeune que lui), au lieu de consoler sa compagne. Il décide donc de s'installer avec Bethan... 
Mais Falkowski n'est pas au bout de ses surprises. Maria va faire croire à la police que Jan l'a violée en 2002. Celui-ci, complètement innocent, déprime. Elle avait récupéré un des préservatifs dans la poubelle de Jan, et avait étalé le sperme sur ses culottes... La police va-t-elle s'en rendre compte ? Jan Falkowski va t-il aller en prison pour ce viol qu'il n'a pas commis ? 
Ce téléfilm est basé sur une histoire vraie.

## Fiche technique
- Production : Gwyneth Hughes, Elinor Day.
- Société de distribution : Darlow Smithson Productions
- Langue : anglais

## Distribution
- David Morrissey – Dr. Jan Falkowski
- Alex Lowe – Drew Langdon
- Tara Fitzgerald – Debra Pemberton
- Dearbhla Molloy – Dr. Bernice Falkowska
- Michael Elwyn – Prof. Wojciech Falkowski
- Thomas Craig – DC Lee Rutter
- Alexis Zegerman – Gemma
- Richard Lumsden – DI Steven Thorpe
- Lucy Griffiths – Bethan Ancell
- Susannah Wise – Laura
- Jan Francis – Irene Pemberton
- John McArdle – Brian Pemberton
- Kate Steavenson-Payne – Helena
- Monica Dolan – Maria Marchese
- David Groves – Damian Falkowski